# Скобичівське
Скоби́чівське —  село в Україні, у Ямпільській селищній громаді Шосткинського району Сумської області. Населення становить 42 осіб. До 2020 орган місцевого самоврядування — Шатрищенська сільська рада.

## Географія
На північно-західній стороні від села бере початок річка Скринище, права притока Івотки. На відстані в 1 км розташовані села Лісне і Шатрище.

## Історія
12 червня 2020 року, відповідно до розпорядження Кабінету Міністрів України № 723-р «Про визначення адміністративних центрів та затвердження територій територіальних громад Сумської області», село увійшло до складу Ямпільської селищної громади.
19 липня 2020 року, в результаті адміністративно-територіальної реформи та ліквідації Ямпільського району, село увійшло до складу новоутвореного Шосткинського району.